# 上野弘文
上野 弘文（うえの ひろふみ、1981年4月10日 - ）は、鹿児島県奄美市出身の元プロ野球選手（投手、右投左打）。

## 経歴

### プロ入り前
朝日中学校では軟式野球部に所属。高校時代、1998年のセンバツ（初戦敗退）、1999年の夏の甲子園（準決勝進出）に出場。高校では鶴岡慎也が同級生、青野毅が一学年下にいた。社会人時代は安藤優也、川岸強、金子千尋、吉見一起らと同僚であった。2006年には抑えのエースとして都市対抗野球大会に出場。
2006年11月21日の大学生・社会人ドラフトで、広島東洋カープより3巡目指名を受ける。強行指名だったため、上野を説得すべく監督のブラウンは会議終了を待たずにすぐ交渉へと大阪へ向かった。12月1日に仮契約。目標の投手は、トヨタ自動車の先輩でもある安藤優也。

### 広島時代
2007年7月15日の読売ジャイアンツ戦で、2対2の8回裏に三番手として登板し、1回を2三振を含む三者凡退に抑えた。その後、9回に代打嶋重宣のタイムリーで勝ち越し、プロ初勝利を挙げた。
2008年は開幕一軍こそならなかったが、二軍の抑えとして好成績を残し、シーズン中盤に一軍昇格。
2009年は8試合の登板で防御率7点台と不調だった。
2010年は、チームの他の中継ぎ投手に故障者が相次いだため一時期抑え投手を務め、プロ初セーブを含む2セーブを記録した。
2011年は31試合に登板したが防御率は5.53だった。
2012年より背番号が19から12に変更された。このシーズンは一軍登板機会がなかった。
2013年は防御率7点台と打ち込まれ、オフに背番号が41に変更された。その一方二軍では防御率2点台と活躍し、守護神を務めた。
2014年、10月2日に球団から戦力外通告を受け、現役を引退した。

### 現役引退後
2014年の秋季キャンプから打撃投手として球団に残留する。2021年の東京オリンピックでは、野球日本代表の大会直前合宿に打撃投手として帯同した。

## 選手としての特徴
強気の投球が魅力の本格派右腕。直球の最速は151km/h。変化球はスライダー、フォーク、シュート、カーブ、カットボールを投げる。プロ入り後はリリーフ投手として活躍した。

## 詳細情報

### 年度別投手成績
| 年 度     | 球 団     | 登 板 | 先 発 | 完 投 | 完 封 | 無 四 球 | 勝 利 | 敗 戦 | セ 丨 ブ | ホ 丨 ル ド | 勝 率 | 打 者 | 投 球 回 | 被 安 打 | 被 本 塁 打 | 与 四 球 | 敬 遠 | 与 死 球 | 奪 三 振 | 暴 投 | ボ 丨 ク | 失 点 | 自 責 点 | 防 御 率 | W H I P |
| --------- | --------- | ----- | ----- | ----- | ----- | -------- | ----- | ----- | -------- | ----------- | ----- | ----- | -------- | -------- | ----------- | -------- | ----- | -------- | -------- | ----- | -------- | ----- | -------- | -------- | ------- |
| 2007      | 広島      | 31    | 0     | 0     | 0     | 0        | 1     | 1     | 0        | 7           | .500  | 132   | 28.0     | 34       | 3           | 15       | 0     | 3        | 21       | 1     | 1        | 16    | 14       | 4.50     | 1.75    |
| 2008      | 広島      | 42    | 0     | 0     | 0     | 0        | 2     | 2     | 0        | 8           | .500  | 220   | 48.2     | 59       | 5           | 19       | 4     | 1        | 29       | 1     | 0        | 28    | 26       | 4.81     | 1.60    |
| 2009      | 広島      | 8     | 0     | 0     | 0     | 0        | 0     | 0     | 0        | 0           | ----  | 36    | 7.2      | 13       | 1           | 1        | 0     | 0        | 3        | 1     | 0        | 6     | 6        | 7.04     | 1.83    |
| 2010      | 広島      | 27    | 0     | 0     | 0     | 0        | 1     | 2     | 2        | 7           | .333  | 121   | 27.1     | 34       | 7           | 8        | 0     | 1        | 11       | 0     | 0        | 17    | 15       | 4.94     | 1.54    |
| 2011      | 広島      | 31    | 0     | 0     | 0     | 0        | 2     | 2     | 0        | 4           | .500  | 128   | 27.2     | 32       | 3           | 11       | 2     | 2        | 19       | 1     | 0        | 17    | 17       | 5.53     | 1.55    |
| 2013      | 広島      | 14    | 0     | 0     | 0     | 0        | 2     | 0     | 0        | 1           | 1.000 | 79    | 16.2     | 25       | 3           | 6        | 0     | 3        | 10       | 0     | 1        | 13    | 13       | 7.02     | 1.86    |
| 2014      | 広島      | 1     | 0     | 0     | 0     | 0        | 0     | 0     | 0        | 0           | ----  | 12    | 2.0      | 5        | 0           | 2        | 0     | 0        | 0        | 0     | 0        | 3     | 3        | 13.50    | 3.50    |
| 通算：7年 | 通算：7年 | 154   | 0     | 0     | 0     | 0        | 8     | 7     | 2        | 27          | .533  | 728   | 158.0    | 202      | 22          | 62       | 6     | 10       | 93       | 4     | 2        | 100   | 94       | 5.35     | 1.67    |

- 各年度の太字はリーグ最高

### 記録
- 初登板：2007年3月30日、対阪神タイガース1回戦（京セラドーム大阪）、8回裏1死に3番手で救援登板、アンディ・シーツに四球を与えて降板
- 初ホールド：2007年4月4日、対横浜ベイスターズ2回戦（広島市民球場）、7回表1死に3番手で救援登板、1/3回無失点
- 初奪三振：2007年4月8日、対東京ヤクルトスワローズ3回戦（明治神宮野球場）、8回裏にアーロン・ガイエルから空振り三振
- 初勝利：2007年7月15日、対読売ジャイアンツ12回戦（東京ドーム）、8回裏に3番手で救援登板、1回無失点
- 初セーブ：2010年7月2日、対横浜ベイスターズ10回戦（MAZDA Zoom-Zoom スタジアム広島）、9回表に3番手で救援登板・完了、1回無失点

### 背番号
- 19 （2007年 - 2011年）
- 12 （2012年 - 2013年）
- 41 （2014年）
- 103 （2015年 - ）